# لانسكاي (فلم)
لانسكاي، هو فيلم تلفزيوني أمريكي من إنتاج عام 1999، وهو من أفلام الجريمة الدرامية. وهو من إخراج جون ماكنوتون ومن بطولة ريتشارد درايفوس بدور زعيم العصابة الشهير إريك وماير لانسكي وريتشارد درايفوس بدور باغسي سيغيل و ريان ميريمان بدور لانسكاي الشاب.

## ملخص القصة
تدور قصة الفيلم عن ذكريات حياة لانسكاي الماضية، الذي ظهر أول الأمر كرجل عجوز يبحث عن صخرة ليضعها على قبر جده في القدس. عند رؤيته لجنود الجيش الإسرائيلي، يعبر لانسكاي عن أسفه لأن جده لم يعش ليراهم. عندما يمشي عبر نفق، يرى طيف رجل عجوز. يتذكر حينها كيف أنه عندما كان في العاشرة من عمره شهد ضرب يهودي مسن بالفأس حتى الموت أثناء بوغروم.
بعد ذلك، عندما تحرق قرية اليهود، يحزم والداه في حزم وعلى عجالة أغراضهم الثمينة ويتجهزون للفرار إلى الولايات المتحدة. يترقب جد لانسكاي الوقت بتشكك. وفي الوقت نفسه يتساءل الوالد ما إذا كان يتوجب عليه أن يقاتل. البقاء والقتال.
يتغيّر الفيلم بعد ذلك إلى المنطقة الشرقية من مانهاتن. تعطيه والدته مالاً ليشتري لها خبز الخالاه ليوم السبت، لكن لانسكاي ينغمس في لعبة نرد في زاوي الشارع. فيعود إلى البيت بلا نقود ويشعر بخجل عميق.
يترصد بنجامين سيغيل ولانسكاي صبي أمريكي أيرلندي يدير لعبة النرد، فيراهن لانسكاي برمي قطع النرد مع صديقه ويحصل تلاعب في اللعبة. فيصيح لانسكاي أنه فاز في الرهان. يدفع الصبي الأيرلندي لانسكاي فيدفعه لانسكاي بالتالي، فيغرس صديق الأيرلندي سكينه في ذراع لانسكاي ويجرحها، هنا يتدخل بنجامين فيضرب الصبي بطوبة في وجهه ويصرخ طالباً أن يعطيه النقود. بينما يسير لانسكاي وبنجامين في الزقاق يرون الولد الأيرلندي الذي تشاجرا معه بسبب اللعب فيصرخ بكلمة أيرلندية مشيراً إلى أنهم يهود، يقفز لانسكاي إلى البحر حيث كان الأيرلندي موجوداً ويهاجمه ويشق رقبته.
عندما يبدأ الدم في الانتشار في المياه، يعود المشهد إلى لانسكاي كرجل عجوز يشؤب النبيذ مع رجل يهودي. يذهب الرجل اليهودي للصلاة في الكنيس. يظهر الفيلم لانسكاي وهو طفل يدير لعبة النرد ويحسب المال الذي يجنيه في الزقاق، وهنا يلتقي تشارلز لوتشيانو الذي يخبره أن عليه أن يدفع مالاً مقابل حمايته. فيتلقى لانسكاي الضرب من العصابة وهو يعلن أن لا شيء مقابل لا شيء. يعجب لوتشيانو بشجاعة لانسكاي ويضمه إلى المجموعة. فيعملان معاً في بيع الخمور بطريقة غير قانونية. تسير الأحداث في مواجهات بين العصابة وعصابات أخرى ويتم قتل بعض زعماء العصابات الإيطاليين. يضع لوتشيانو اللوم على المافيا ويعلن أن بإمكانهم العمل بحرية مع اليهود. يعمل الأفراد في تشغيل وإدارة الكازينوهات في كوبا ولاس فيغاس. بعد سنوات نرى لانسكاي يفر إلى إسرائيل لتجبب الاتهامات الموجهة إليه في أنه يتهرب من دفع الضرائب، لكن يتم تسليمه للولايات المتحدة. يكون محظوظاً باسقاط التهم عنه، فيتقاعد في ميامي.
في ذروة الفيلم، يجرى صحفي فرنسي مقابلة مع لانسكاي. وعندما يسأله الصحفي ماذا كان سيفعل لو أتيح له لأن يعيش حياته مرة أخرى، فيكون رده "لن أغير شيئاً"

## روابط خارجية
- مقالات تستعمل روابط فنية بلا صلة مع ويكي بيانات